# Худ ал-Гарби
Худ-ал-Гарби (на арабски: ولاية الحوض الغربي; правопис по американската система BGN: Hodh el Charbi) е една от областите на Мавритания. Разположена е в южната част на страната и граничи с Мали. Площта на Худ-ал-Гарби е 53 400 км², а населението, според изчисления от юли 2019 г., 324 200 души. Главен град на областта е Аюн ел Атрас. Област Худ-ал-Гарби е разделена на 4 департамента.